# Маклошевац
Маклошевац је насељено место у граду Нашице, Осјечко-барањска жупанија, Хрватска.

## Историја
До територијалне реорганизације у Хрватској био је у саставу старе општине Нашице.

## Становништво
У попису становништва из 2011. године, Маклошевац је имао 130 становника.
| Број становника према пописима | Број становника према пописима | Број становника према пописима | Број становника према пописима | Број становника према пописима | Број становника према пописима | Број становника према пописима | Број становника према пописима | Број становника према пописима | Број становника према пописима | Број становника према пописима | Број становника према пописима | Број становника према пописима | Број становника према пописима | Број становника према пописима | Број становника према пописима |
| ------------------------------ | ------------------------------ | ------------------------------ | ------------------------------ | ------------------------------ | ------------------------------ | ------------------------------ | ------------------------------ | ------------------------------ | ------------------------------ | ------------------------------ | ------------------------------ | ------------------------------ | ------------------------------ | ------------------------------ | ------------------------------ |
| 1857                           | 1869                           | 1880                           | 1890                           | 1900                           | 1910                           | 1921                           | 1931                           | 1948                           | 1953                           | 1961                           | 1971                           | 1981                           | 1991                           | 2001                           | 2011                           |
| 0                              | 0                              | 0                              | 0                              | 0                              | 0                              | 0                              | 68                             | 113                            | 153                            | 166                            | 154                            | 136                            | 157                            | 158                            | 130                            |

Напомена: Исказује се као део насеља од 1931, а као насеље од 1953.

### Попис1991.
У попису становништва из 1991. године, Маклошевац је имао 157 становника, следећег националног састава:
| Маклошевац |
| --- |
| 1991. |
| ukupno: 157 Хрвати 73 (46,49%) Срби 73 (46,49%) Југословени 7 (4,45%) Македонци 1 (0,63%) непознато 3 (1,91%) |